# 5731 Zeus
För andra betydelser, se Zeus (olika betydelser).
5731 Zeus eller 1988 VP4 är en asteroid i huvudbältet som upptäcktes den 4 november 1988 av det amerikanska astronom paret Eugene M. och Carolyn S. Shoemaker vid Palomar-observatoriet. Den är uppkallad efter den grekiska guden Zeus.
Asteroiden har en diameter på ungefär 5 kilometer och den tillhör asteroidgruppen Apollo.